# Humphrey Cole
Humphrey Cole (1530 – 1591) è stato un artigiano inglese.
Esperto in miniere e metallurgia, incisore di mappe e autore di strumenti scientifici, Cole fu uno degli artefici più conosciuti del periodo elisabettiano (1530-1591). Compare come protetto di Edward Dyer e nel 1593 venne raccomandato come "meccanico matematico" da Gabriel Harvey. Contemporaneo di Thomas Gemini (c. 1510-1562), fu particolarmente attivo nel periodo 1568-1586 e, anche per la misera paga ricevuta lavorando alla Zecca di Londra, realizzò su commissione astrolabi, sfere armillari e strumenti topografici. 
Incise una mappa della Palestina come Cananea per la seconda edizione della Bibbia dei Vescovi, edita nel 1572, dove lui stesso si descrive come "Humfray Cole, orafo, inglese nato nel nord", attestando le sue origini. Questa mappa probabilmente venne realizzata da Cole anche per attirare l'attenzione del primo consigliere della regina Elisabetta I, Lord Burghley, per far parte del suo progetto riguardante cartografie delle contee. Cole fallì in questo tentativo, ottenendo solo altri impieghi minori da Lord Burghley, che favoriva un altro incisore del nord inglese, Augustine Ryther.
Nel 1574 produsse uno dei primi teodoliti inglesi di cui si abbia notizia.
Ebbe un notevole contributo nella produzione degli strumenti nautici per le spedizioni di Martin Frobisher tra il 1576 e il 1578.
Successivamente lavorò alle mappe delle contee di Christopher Saxton e a cartografie di interesse storico riguardanti il percorso dell'Armada spagnola, in collaborazione con Robert Adams.